# Rebecca Spence
Rebecca Spence est une actrice américaine.

## Biographie
Rebecca Spence est une actrice américaine d'origine de Chicago. Elle a étudié au "Hendrix College" à Conway dans l'Arkansas elle a obtenu un Bachelor en Science en 1998 dans le domaine des Beaux-Arts. Elle a étudié l'art au "Steppenwolf Theatre Company" à Chicago.

## Filmographie
- 2006 : La Rupture (The Break-Up) : Jen
- 2007 : Grace Is Gone : la seconde femme
- 2009 : Public Enemies : Doris Rogers
- 2010 : Earthling : Judith
- 2010 : Audrey the Trainwreck
- 2011 : The Dilemma
- 2011 : Contagion : la femme de Jon Neal
- 2012 : Tiger Tail in Blue
- 2013 : One Small Hitch
- 2013 : Man of Steel : la jeune mère
- 2016 : Fools : Fran
- 2016 : Easy (série télévisée) : Cheryl
- 2017 : Princess Cyd : Miranda Ruth
- 2018 : Slice : Cheryl
- 2018 : Not Welcome : Claire
- 2021 : Candyman de Nia DaCosta : Finley Stephens